# Mansio

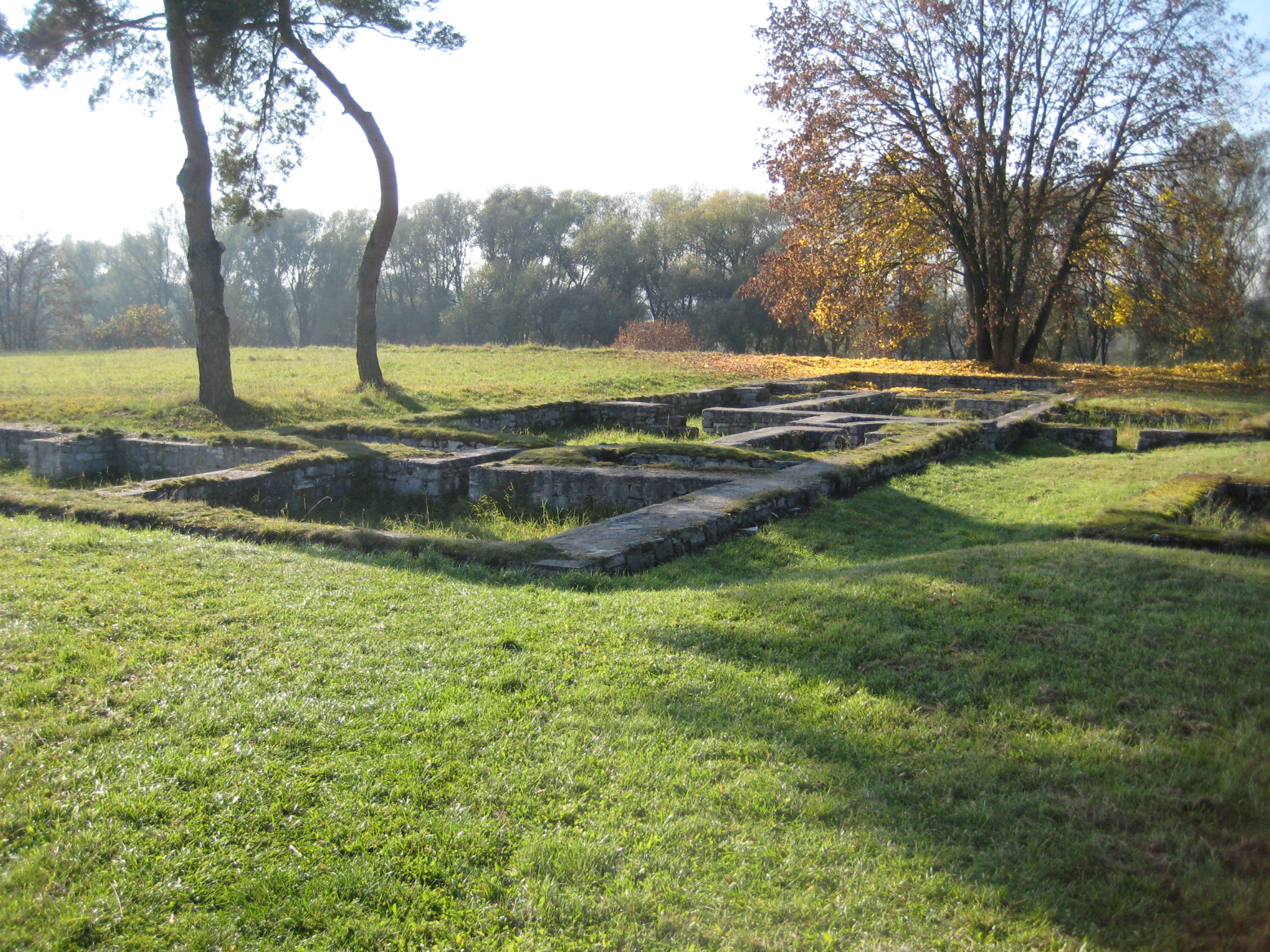
Restes dels fonaments d'una mansio de la Germània Superior, a l'actual localitat d'Eining (Baviera)

A la Roma antiga, una mansio (paraula llatina provinent de mansus, forma verbal derivada de manere, que significa «passar la nit», és a dir, «lloc on passar la nit durant un viatge») fou un lloc d'estada en una via de comunicació després d'un dia de camí. Les mansiones eren construccions pensades amb aquesta finalitat, situades a la vora del camí, i a una distància entre elles que permetés trobar-ne una al final d'un dia de viatge. Se'n van edificar tant a la part occidental de l'Imperi com a l'Orient (principalment a Pèrsia). Les mansiones donaven acollida tant a viatgers com a les bèsties de transport i el seu manteniment depenia de l'estat.

## La creació de lesmansiones
Quan els romans construïen una carretera, bastien també una mena de refugi anomenat castrum per als treballadors que les feien, que moltes vegades eren legionaris. En acabar la carretera deixaven el castrum perquè fos ocupat per treballadors de manteniment o perquè servís d'aixopluc provisional per a caminants. Aquests refugis, que en un principi constaven d'unes barraques de fusta per allotjar-hi els treballadors i un magatzem (horreum) per als estris i les provisions, va esdevenir amb el temps una construcció més sofisticada que es coneixia amb el nom de mansio, similar a una vil·la gran.
A l'Itinerarium Burdigalense, un llibre escrit l'any 333 per descriure la ruta que es trobarien els pelegrins que anaven cap a Terra Santa, s'esmenten força mansiones des de Bordeus fins a Jerusalem amb servei de mutationes. També s'esmenten les ciutats (civitates) situades al llarg de l'itinerari, els districtes de cada ciutat (vici), i els llocs fortificats o castella. En aquesta guia també constaven el nombre de llegües entre un lloc i el següent.

## Característiques arquitectòniques

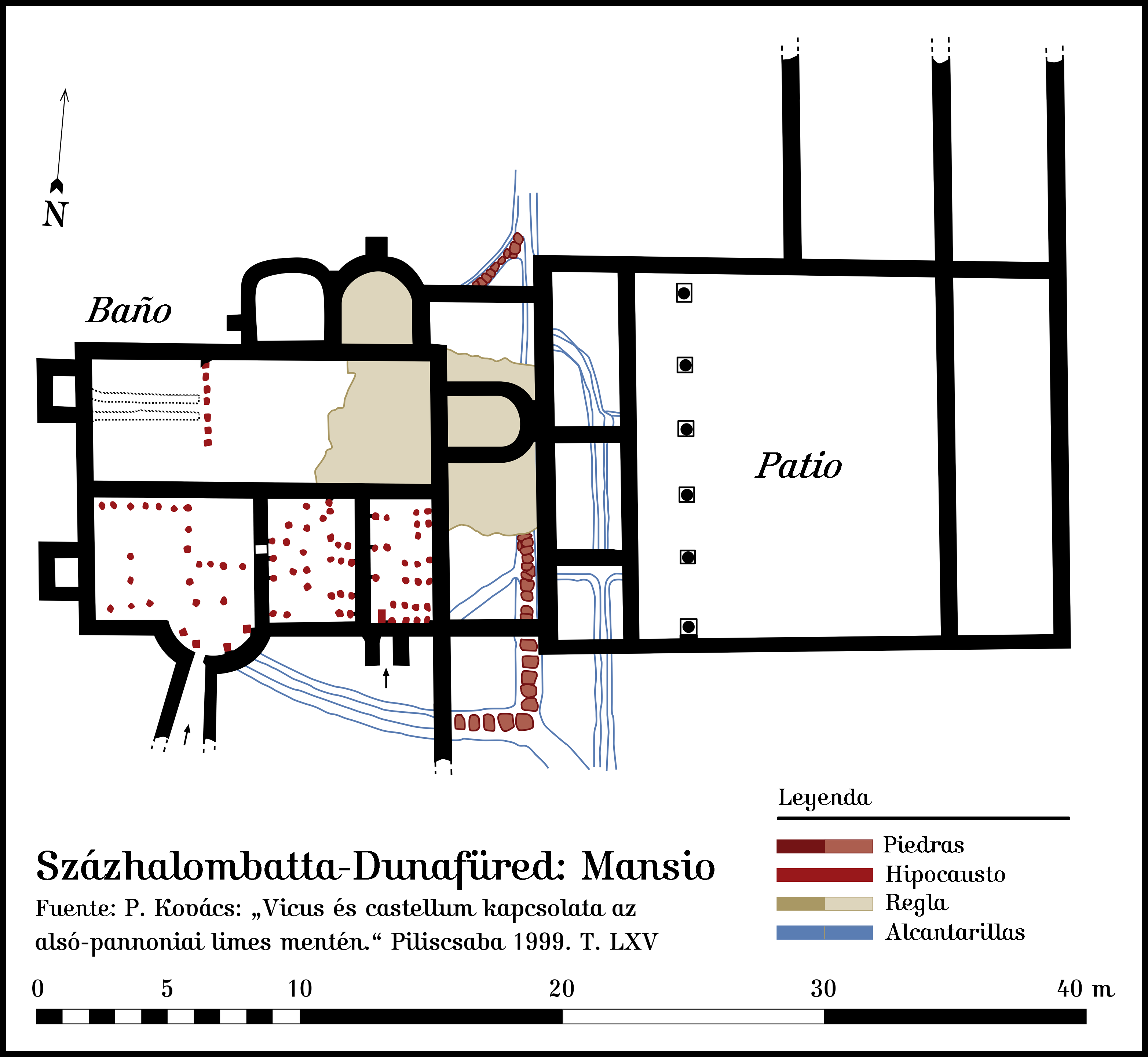
Plànol de la fortalesa de Százhalombatta-Dunafüred, a la Pannònia (actual Hongria), antiga mansio romana

Una carreta tirada per bous podia recórrer en un dia unes 30 milles, i una persona a peu potser una mica més, per tant les mansiones romanes se situaven entre 30 i 35 km l'una de l'altra. Algunes mansiones es van millorar incloent-hi sales i altres dependències per la possibilitat de rebre viatgers de qualsevol rang o, fins i tot, el mateix emperador. A la mansio també es podia canviar de cavall i prestaven el mateix servei que les mutationes, i a cadascuna es podia canviar de muntura quatre o cinc vegades.
En la seva estructura, a causa de la gran quantitat de restes arqueològiques descobertes, s'aprecien, en general, els serveis propis dels hostals: recepció, termes, dormitoris, un menjador, la cuina amb el seu forn i una farga per si calia fer reparacions a la carreta. També hi havia un graner i uns estables per donar refugi als animals de transport.

## L'encarregat de lamansio
Cada mansió estava al càrrec d'un mansionarius, i tant l'edifici com el mansionarius eren mantinguts per l'estat, ja que aquests edificis podien servir també per a l'ús dels oficials i els homes de negocis al llarg dels seus viatges per l'imperi. Al llarg del temps, cap als segles v i vi, se'ls va conferir el control del territori proper. Això va passar a mesura que es desenvolupava una organització descentralitzada del territori basada en càrrecs dependents del cristianisme, per exemple un bisbe i el seu bisbat. En aquest context el mansionarius va passar a ser un sinònim de prosmonarius o paramonarius segons el cànon 2 del Quart Concili Ecumènic celebrat l'any 451. En temps de Gregori el Gran les funcions del mansionarius eren encendre els llums de l'església, com si fos un sagristà. Segons Joseph Bingham era també una mena d'agutzil al servei de l'autoritat. Henri Justel, en canvi, deia que era l'encarregat d'una granja o villicus de l'església.

## Altres tipus d'allotjament al llarg de les calçades romanes

### Caupona
Les cauponae eren un negoci privat que es col·locaven prop de les mansiones. Tenien les mateixes funcions que una mansio, però eren més senzilles. El nivell d'atenció i d'higiene també era baix, però tenien força clients, ja que s'hi permetia l'entrada a lladres i prostitutes. A causa de la baixa reputació, l'estat va voler prohibir-les en alguna ocasió.

### Taverna
Els viatgers una mica més benestants requerien posades una mica més refinades que les cauponae. En els primers temps de les calçades, les cases situades a prop d'una via romana eren obligades per llei a oferir hospitalitat al qui ho requerís. No hi ha dubte que les cases més freqüentades es van convertir, molt aviat, en les primeres tavernes, les quals eren més semblants a hostals que no a les tavernes tal com les concebem actualment.

### Mutatio
Aquest tipus d'estacions o parades prestava servei als vehicles i als animals: eren les mutationes o lloc per a canviar de cavalls i prendre'n altres de refresc. Estaven localitzades cada 12-18 milles. En aquests complexos, el conductor podia adquirir els serveis per ajustar les rodes o el carro, o aconseguir les medecines o un veterinari per als seus animals. Gràcies a aquest servei l'emperador Tiberi va poder fer 200 milles en 24 hores per anar a veure el seu germà Drus Germànic, que estava moribund de gangrena a causa d'una caiguda.

## Lesmansionesd'Orient
A les rutes terrestres que l'Imperi Romà mantenia amb l'Orient també era tradició construir-hi mansiones, però allà rebien el nom grec de katàlysis (κατάλυσις) o katagogè (καταγωγῆ), segons l'historiador Heròdot. Actualment es coneixen amb el nom de caravanserralls. Hi havia 111 mansiones en la ruta entre Sardes i Susa. Com a occident, eren construïdes a càrrec de l'estat i no s'hi podien fer estades llargues, només una nit o el temps suficient per abeurar i donar descans als cavalls o els camells.